# Fairlington
Fairlington (ˈfeɹliŋtən) est une petite ville située au sud de Comté d'Arlington, en Virginie, aux États-Unis. C'est une ville de la banlieue résidentielle à 10 km au sud-ouest de Washington, la capitale fédérale des États-Unis.